# 塞維爾 (俄亥俄州)
塞維爾（英語：Seville）是位於美國俄亥俄州梅迪納縣的一個村落。根據2010年美國人口普查，塞維爾共有人口2296人。

## 歷史
塞維爾於1828年建立，村名得名自位於西班牙的塞维利亚。1830年，村內專屬的郵政局成立。

## 地理
塞維爾位於41°0′56″N 81°51′52″W / 41.01556°N 81.86444°W。塞維爾的面積為2.60平方英里（6.73平方），全部面積皆為陸地。

## 人口統計
| 调查年                | 人口  | 备注  | %±    |
| --------------------- | ----- | ----- | ----- |
| 1870                  | 597   |       | —     |
| 1880                  | 589   |       | −1.3% |
| 1890                  | 599   |       | 1.7%  |
| 1900                  | 602   |       | 0.5%  |
| 1910                  | 602   |       | 0.0%  |
| 1920                  | 691   |       | 14.8% |
| 1930                  | 785   |       | 13.6% |
| 1940                  | 850   |       | 8.3%  |
| 1950                  | 963   |       | 13.3% |
| 1960                  | 1,190 |       | 23.6% |
| 1970                  | 1,402 |       | 17.8% |
| 1980                  | 1,568 |       | 11.8% |
| 1990                  | 1,810 |       | 15.4% |
| 2000                  | 2,160 |       | 19.3% |
| 2010                  | 2,296 |       | 6.3%  |
| 2018年估计            | 2,413 | [ 3 ] | 5.1%  |
| U.S. Decennial Census |       |       |       |

### 2010年美國人口普查
根據2010年美國人口普查，村內共有人口2296人、住房917戶和634個家庭。村內的人口密度為883.1名居民每平方英里（341.0名居民每平方）。村內的居民種族中有96.9%為白人；0.7%為非裔美國人；0.2%為美國原住民；0.5%為亞洲人；0.4%為其他種族，另外有1.3%為混血種族。當中1.5%擁有西班牙裔及拉丁裔血統。
在917個住戶中，有30%的住戶和一名或以上的18歲以下兒童同居；53.5%為已婚夫婦；10.7%為沒有丈夫的女戶主；4.9%為沒有妻子的男戶主；30.9%並非家庭。26.2%的住戶只有一個人；9.8%為65歲以上的獨居長者。平均每戶有2.40人，而每個家庭有2.87人。
村內人口的年齡中位數為41.8歲，當中20.9%為18歲以下兒童；7.6%的年齡介乎18至24歲之間；26.3%的年齡介乎25至44歲之間；29.1%的年齡介乎45至64歲之間，而16.1%為65歲以上的長者。村內人口有47.9%為男性、52.1%為女性。

### 2000年美國人口普查
根據2000年美國人口普查，村內共有人口2160人、住房808戶和611個家庭。村內的人口密度為883.1名居民每平方英里（341.0名居民每平方）。村內的居民種族中有98.5%為白人；0.19%為非裔美國人；0.86%為美國原住民；0.86%為亞洲人；0.05%為其他種族，另外有0.19%為混血種族。當中0.65%擁有西班牙裔及拉丁裔血統。
在808個住戶中，有36.1%的住戶和一名或以上的18歲以下兒童同居；64.7%為已婚夫婦；8.2%為沒有丈夫的女戶主；24.3%並非家庭。26.2%的住戶只有一個人；8.5%為65歲以上的獨居長者。平均每戶有2.58人，而每個家庭有2.97人。
村內人口的年齡中位數為37.0歲，當中25.5%為18歲以下兒童；6.0%的年齡介乎18至24歲之間；31.9%的年齡介乎25至44歲之間；22.0%的年齡介乎45至64歲之間，而14.0%為65歲以上的長者。在村內成年人口中，平均每100個女性就有84個男性。